# FC Slutsk
El FC Slutsk (del ruso: СФК Слуцк) es un equipo de fútbol de Bielorrusia que juega en la Liga Premier de Bielorrusia, la máxima categoría de fútbol en el país.

## Historia
Fue fundado en el año 1998 en la ciudad de Slutsk en la provincia de Minsk con el nombre Slutsksakhar Slutsk y hasta el 2007 jugaba en la liga regional de la Provincia de Minsk.
En 2008 juega por primera vez a nivel nacional en la Segunda División de Bielorrusia y en 2011 cuando logra el ascenso a la Primera División de Bielorrusia cambia su nombre por el que tiene actualmente, y desde 2014 juega en la Liga Premier de Bielorrusia.

## Palmarés
- Primera Liga de Bielorrusia: 1

2013